# Ушаковский сельсовет (Курганская область)
Ушако́вский сельсовет — административно-территориальная единица и муниципальное образование со статусом сельского поселения в составе Катайского района Курганской области России. 
Административный центр — село Ушаковское.

## История
В соответствии с Законом Курганской области от 6 июля 2004 года № 419 сельсовет наделён статусом сельского поселения.
Законом Курганской области от 20 сентября 2018 года N 88, в состав Ушаковского сельсовета были включены два села упразднённого Корюковского сельсовета (село Корюково и посёлок Чуга).

## Население
| 1989 | 2002 | 2010 | 2012 | 2013  | 2014 | 2015 |
| ---- | ---- | ---- | ---- | ----- | ---- | ---- |
| 957  | ↘809 | ↗835 | ↘812 | ↗816  | ↗825 | ↗827 |
| 2016 | 2017 | 2018 | 2019 | 2020  |      |      |
| ↘821 | ↘796 | ↘752 | ↘737 | ↗1019 |      |      |

## Состав сельского поселения
| № | Населённый пункт | Тип населённого пункта       | Население |
| - | ---------------- | ---------------------------- | --------- |
| 1 | Корюково         | село                         | ↘340      |
| 2 | Оконечникова     | деревня                      | ↘88       |
| 3 | Ушаковское       | село, административный центр | ↗661      |
| 4 | Чуга             | посёлок                      | ↘15       |
| 5 | Шевелева         | деревня                      | ↘86       |